# Луций Марций Филип (консул 91 пр.н.е.)
Вижте пояснителната страница за други личности с името Луций Марций Филип.
Луций Марций Филип (на латински: Lucius Marcius Philippus; † ок. 76 пр.н.е.) e политик на късната Римска република.
През 104 пр.н.е. той е народен трибун и 96 пр.н.е. претор. През 93 пр.н.е. кандидатсва за консул., но е победен от Марк Херений и едва след две години има успех. През 91 пр.н.е. Филип е избран за консул заедно със Секст Юлий Цезар. Като авгур той отхвърля предложенията за реформа на народния трибун Марк Ливий Друз.
По време на господството на популаря Цина Филип става 86 пр.н.е. цензор и изхвърля чичо си Апий Клавдий Пулхер от сената. През 82 пр.н.е. отива при Сула като легат и спечелва провинция Сардиния, като убива популарския претор Квинт Антоний Балб.
Той е баща на Луций Марций Филип (консул 56 пр.н.е.).